# 久保田健一郎
久保田 健一郎（くぼた けんいちろう、1949年〈昭和24年〉2月18日 - 2023年〈令和5年〉12月17日）は、日本の政治家。元茨城県石岡市長（1期）。旭日小綬章受章。

## 来歴
茨城県立石岡第一高等学校を経て、流通経済大学経済学部卒。石岡市議会議員となり、2007年5月15日から2009年6月17日まで議長を務めた。

### 2009年石岡市長選挙
2009年の市長選挙に立候補し、新人3人を破って初当選を果たした。
※当日有権者数：65,893人 最終投票率：58.66%（前回比：+16.4pts）
| 候補者名     | 年齢 | 所属党派 | 新旧別 | 得票数   | 得票率 | 推薦・支持 |
| ------------ | ---- | -------- | ------ | -------- | ------ | ---------- |
| 久保田健一郎 | 60   | 無所属   | 新     | 13,208票 | 34.6%  | -          |
| 今泉文彦     | 57   | 無所属   | 新     | 11,065票 | 29.0%  | -          |
| 桜井信幸     | 52   | 無所属   | 新     | 7,435票  | 19.5%  | -          |
| 金井一憲     | 41   | 無所属   | 新     | 6,429票  | 16.9%  | -          |

### 2013年石岡市長選挙
2013年の市長選では再選を目指したが、前回破った元石岡市職員の今泉文彦に敗れた。
※当日有権者数：64,442人 最終投票率：53%（前回比：-5.66pts）
| 候補者名     | 年齢 | 所属党派 | 新旧別 | 得票数   | 得票率 | 推薦・支持 |
| ------------ | ---- | -------- | ------ | -------- | ------ | ---------- |
| 今泉文彦     | 61   | 無所属   | 新     | 17,684票 | 52.1%  | -          |
| 久保田健一郎 | 64   | 無所属   | 現     | 16,290票 | 47.9%  | -          |

2023年12月17日、敗血性ショックのため死去、74歳。

## 栄典
- 2019年秋の叙勲で旭日小綬章を受章[8]。